# Sérgio Rocha
Sérgio Rocha é um enxadrista português, detendo o título de Mestre Internacional de Xadrez. Em junho de 2007, com 2.400 pontos, ocupava a sétima posição em Portugal, segundo o ranking da FIDE.